# Obležení Oděsy
Obléhání Oděsy trvalo od 8. srpna do 16. října 1941 během rané fáze operace Barbarossa, invaze vojsk Osy do Sovětského svazu během druhé světové války.
Oděsa byla černomořským přístavem v Černém moři v Ukrajinské SSR. 22. června 1941 napadly mocnosti Osy Sovětský svaz. V srpnu se Oděsa stala terčem rumunské 4. armády a částí německé 11. armády. Kvůli velkému odporu sovětské 9. nezávislé armády a rychle se formující samostatné pobřežní armády, podporované Černomořskou flotou, zaměstaly síly Osy na 73 dní obléhání a proběhly čtyři útoky, než se zmocnily města. Rumunské síly utrpěly 93 000 obětí, ztráty Rudé armády se odhadují na 41 000 až 60 000 vojáků.